# 矢板警察署

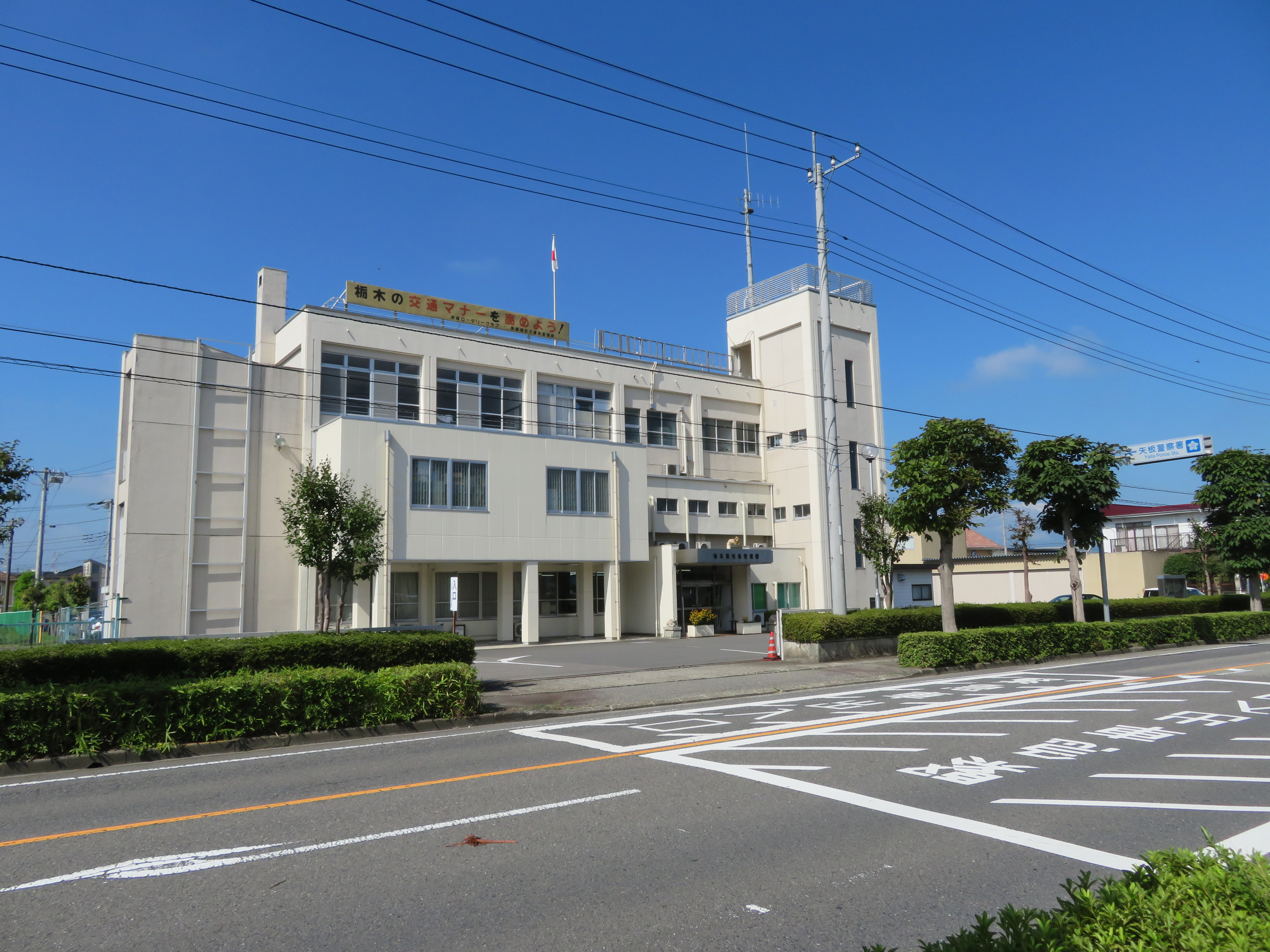
矢板警察署

矢板警察署（やいたけいさつしょ）は、栃木県警察が管轄する警察署の一つである。

## 管轄区域
- 矢板市
- 塩谷郡塩谷町

## 所在地
- 栃木県矢板市中2001番地1

## 沿革
- 1880年（明治13年）　喜連川警察署矢板分署として発足
- 1887年（明治20年）　矢板警察署となる。

## 交番

### 矢板市
- 矢板駅前交番 - 矢板市扇町1丁目1番48号

## 駐在所

### 矢板市
- 片岡駐在所 - 矢板市乙畑1453番地4
- 泉駐在所 - 矢板市田野原394番地1
- 沢駐在所 - 矢板市沢589番地2

### 塩谷町
- 玉生駐在所 - 塩谷郡塩谷町大字玉生582番地1
- 船生第一駐在所 - 塩谷郡塩谷町大字船生3634番地2
- 船生第二駐在所 - 塩谷郡塩谷町大字船生6082番地81
- 大宮駐在所 - 塩谷郡塩谷町大字大宮1364番地

### 廃止された駐在所
- 木幡駐在所 - 矢板市木幡1114番地10（矢板駅前交番に統合）
- 乙畑駐在所 - 矢板市乙畑1492番地9（片岡駐在所に統合）